# Professor Longhair
Professor Longhair, właśc. Henry Roeland "Roy" Byrd (ur. 19 grudnia 1918 w Bougalusa w stanie Luizjana, zm. 30 stycznia 1980 w Nowym Orleanie) – amerykański wokalista i pianista bluesowy, jeden z czołowych przedstawicieli bluesa nowoorleańskiego.
Pierwsze kontakty Byrda z muzyką miały miejsce w wieku kilkunastu lat w Nowym Orleanie. Początkowo był stepującym tancerzem, a następnie zainteresował się perkusją. Jednak instrumentem, który przyniósł mu sławę był fortepian. Jego styl gry ukształtował się pod wpływem Stormy Weathera, Roberta Bertranda i Tutsa Washingtona. W czasie II wojny światowej służył w wojsku. Po powrocie z wojny zaczął grać regularnie w klubie Caldonia Inn w Nowym Orleanie. Tam też przylgnął do niego przydomek "Professor Longhair". W 1949 roku dokonał pierwszych nagrań dla wytwórni Star Talent. Następnie ukazały się jego nagrania dla firm Atlantic, Ebb, Federal oraz Mercury. Jego najsłynniejszy utwór z tego okresu to "Mardi Gras in New Orleans", a utwór "Baldhead" z 1950 roku zajął piąte miejsce na amerykańskiej liście przebojów rhythmandbluesowych.
W roku 1953 nagrał kolejny bardzo znany utwór "Tipitina". Jednakże w połowie lat 50. kariera Profesora Longhaira została przerwana przez atak paraliżu. Sporadycznie występował w latach 60. Na scenę powrócił dopiero w roku 1971 podczas New Orleans Jazz & Heritage Festival. W latach 1973 i 1975 koncertował w Europie. W tych latach nagrywał też dla wytwórni Harvest. Ostatni swój album nagrał dla wytwórni Alligator na krótko przed swoją śmiercią. Jego muzyka wywarła bardzo duży wpływ na tak znanych muzyków jak Dr. John, Fats Domino czy też James Booker.
W 1981 r. został wprowadzony do Blues Hall of Fame.
W 1992 został wprowadzony do Rock and Roll Hall of Fame.

## Dyskografia
- News Orleans Piano (1949–53)
- Mardi Gras in Baton Rouge (1971–72)
- Rhum and Coke (lata 70)
- Rock`N`Roll Gumbo (1974–1977)
- Live (1977)
- Live on the Queen Mary (1975–1978)
- Craw-fish Fiesta (1980)
- London Concert (1981)
- The Last of Mardi Gras (1982)
- Houseparty New Orleans Style (1987)
- Rare Recordings (1951, 1957, 1973, 1975)
- Live-Like You Like Him (1949 i pocz. lat 70)